# International Student Week in Ilmenau

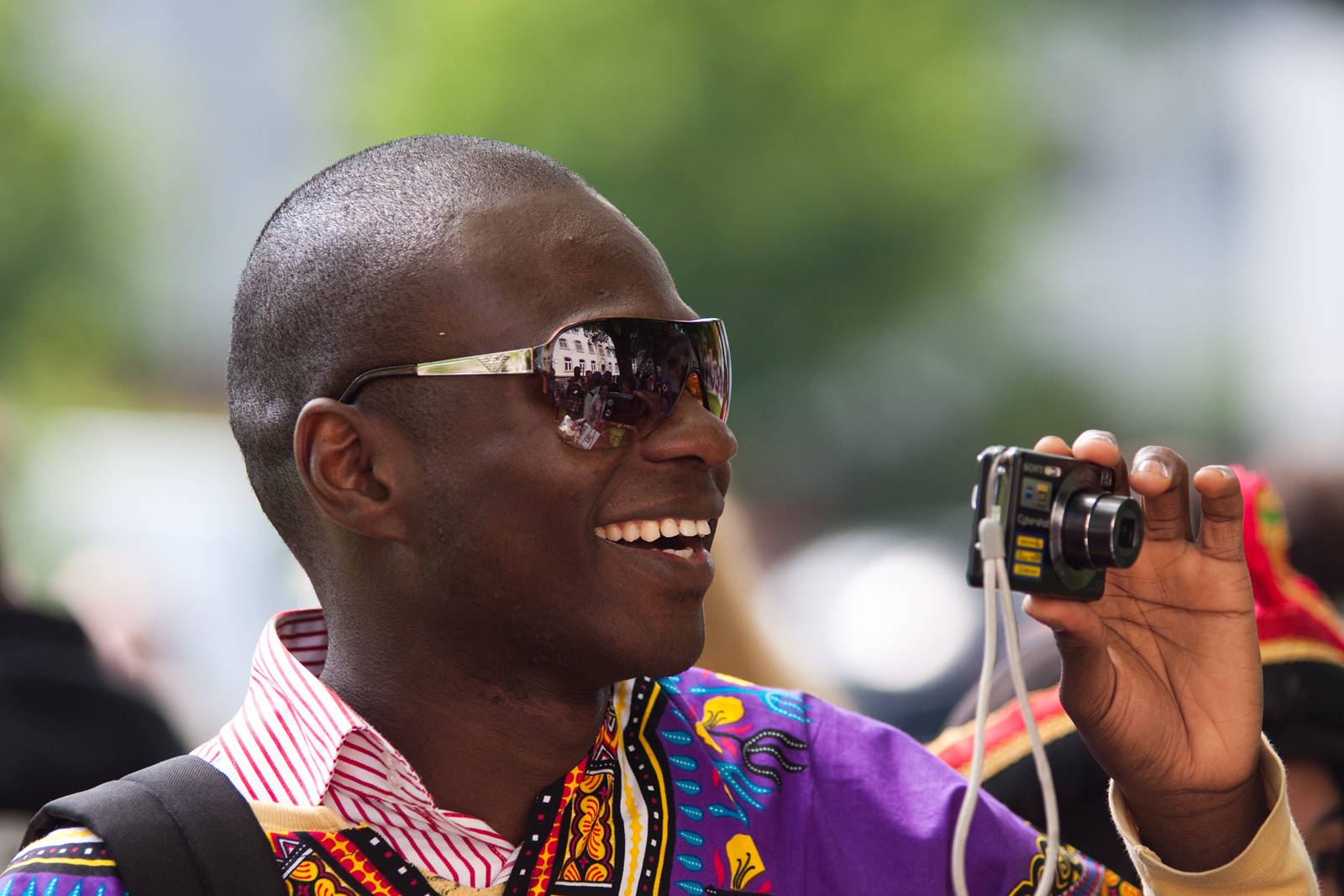

Die International Student Week in Ilmenau (Internationale Studierendenwoche in Ilmenau) (ISWI) ist das größte internationale Studierendenfestival Deutschlands, welches seit 1993 im Zweijahresrhythmus im Umfeld der Technischen Universität Ilmenau stattfindet und von der Initiative Solidarische Welt Ilmenau e. V., die ebenfalls mit ISWI abgekürzt wird, organisiert wird.

## International Student Week
Im Rahmen des Festivals arbeiten zwischen 300 und 400 junge Menschen aus verschiedenen Ländern in themenbezogenen Workshops. Parallel dazu finden zahlreiche Vorträge statt. Zu den bekanntesten Referenten zählen bisher unter anderem Robert Jungk, Joseph Weizenbaum, Altbundeskanzler Helmut Schmidt und Konrad Zuse.
Begleitet wird die ISWI von zahlreichen kulturellen Veranstaltungen, wie zum Beispiel Konzerten. Hierbei spielen neben dem ISWI e. V. verschiedene Initiativen im Umfeld der TU Ilmenau eine tragende Rolle.
Für die Berichterstattung sorgen studentischen Medien, wie die Forschungsgemeinschaft elektronische Medien e. V. mit ihrem Studentenfernsehen iSTUFF mit dem Format ISWISION und Radio hsf. Das Studentenradio, das seit 1993 mit einem 24-Stunden-Programm über UKW die ISWI-Treffen begleitet, ist das offizielle ISWIradio. Beide Medien vereinten sich 2007 erstmals, um gemeinsam über DVB-T zu senden und somit die ISWI den Ilmenauern und Umländern näher zu bringen.

## Liste der Veranstaltungen
|                        | Motto                                                                    | Schirmherr                        | Teilnehmer |
| ---------------------- | ------------------------------------------------------------------------ | --------------------------------- | ---------- |
| 16. – 22. Mai 1993     | „Become friends - unite the world“                                       | Hans-Dietrich Genscher            | 290        |
| 28. Mai – 5. Juni 1995 | „Get up and live–now“                                                    | Bernhard Vogel                    | 250        |
| 3. – 10. Mai 1997      | „Let's build our future“                                                 | Dagmar Schipanski                 | 420        |
| 8. – 16. Mai 1999      | „Celebrating Diversity“                                                  | Federico Mayor                    | 350        |
| 18. – 27. Mai 2001     | „Just Future“                                                            | Edelgard Bulmahn                  | 320        |
| 9. – 18. Mai 2003      | „Because the people matter“                                              | Boutros Boutros-Ghali             | 300        |
| 20. – 29. Mai 2005     | „one world - one vision“                                                 | Jody Williams                     | 334        |
| 1. – 10. Juni 2007     | „time to think“                                                          | Gesine Schwan                     | 354        |
| 8. – 17. Mai 2009      | „Right now!“                                                             | Hina Jilani                       | 370        |
| 13. – 22. Mai 2011     | „crossing borders“                                                       | Stéphane Hessel                   | 370        |
| 31. Mai – 9. Juni 2013 | „moving YOUth“                                                           | José Antonio Abreu, Vandana Shiva | 384        |
| 29. Mai – 7. Juni 2015 | „dare to care“                                                           | Jakob von Uexküll                 | 382        |
| 12. – 21. Mai 2017     | „Global Justice - A Fair(y) Tale?“                                       | Kumi Naidoo                       | 341        |
| 17. – 26. Mai 2019     | „Changes and Choices - Good by(e) Tradition?“                            | Waris Dirie, Rob Hopkins          | 336        |
| 28. Mai – 6. Juni 2021 | „Our Future, Our Responsibility - There is no Plan(et) B!“               | –                                 | 200        |
| 2. – 11. Juni 2023     | „Impact of Knowledge - With great knowledge comes great responsibility!“ | –                                 | 200        |
| 12.–21. Juni 2025      | „Sharing Power, Giving Opportunities and Enabling Participation“         | –                                 |            |

## Initiative Solidarische Welt Ilmenau e. V.
Die Initiative Solidarische Welt Ilmenau e. V. (ISWI) setzt sich nach eigenen Angaben „für Frieden, Völkerverständigung sowie internationale Gesinnung und Toleranz“ ein und ist Mitglied im Netzwerk SOrCE (Students Organising Conventions Everywhere).
Neben dem Hauptprojekt – der Internationalen Studierendenwoche in Ilmenau (ISWI) – erstrecken sich ihre Tätigkeiten über die Organisation von Vorträgen zur politischen Bildung und Lesungen über die Durchführung von internationalen Workcamps bis hin zur Bereicherung des Campuslebens – sei es das Kitchen Run oder Professoren lesen Weihnachtsmärchen.
Zu diesen Projekten gehören:
- Ilmenauer Zentrum für Dialog
- Flüchtlingsnetzwerk
- Fernweh-Serie (Interkulturelle Abende, Wanderlust Vorträge, Radio International)
- Professoren lesen Weihnachtsmärchen
- Buntes Weihnachtsfest
- Interkulturelles Tanzen (Salsa und Bachata)
- Sprachentreff (Deutsch, Spanisch, Japanisch, Persisch)
- Kitchen Run
- Umsonstfest
- Umsonstregal